# Airspeed Horsa
Airspeed Horsa var ett brittiskt lastglidflygplan som användes för materiel- och trupptransport under andra världskriget. Den har fått sitt namn efter Horsa, en av två hövdingar som grundade det första germanska riket i England på 400-talet.

## Lastalternativ
Med plats för upp till 30 soldater ombord var Airspeed Horsa betydligt större än den amerikanska Waco CG-4 och General Aircraft Hotspur som endast var avsedd för övningstjänst. Vanligen lastade man 25 soldater eller så kunde tyngre utrustning lastas, som:
- Willys Jeep
- Ordnance QF 6-pounder
- 75mm Pack Howitzer M1